# Ellen Mirojnick
 (mars 2021).
Si vous disposez d'ouvrages ou d'articles de référence ou si vous connaissez des sites web de qualité traitant du thème abordé ici, merci de compléter l'article en donnant les références utiles à sa vérifiabilité et en les liant à la section « Notes et références ».
Ellen Mirojnick est une costumière américaine, née le 7 juillet 1949 à New York.

## Biographie
Au cinéma, elle débute comme costumière sur un film sorti en 1978. Suit une cinquantaine d'autres films américains (parfois en coproduction), parmi lesquels Vue sur mer d'Angelina Jolie (2015, avec la réalisatrice et Brad Pitt).
Habillant souvent Michael Douglas, elle le retrouve notamment sur Wall Street d'Oliver Stone (1987, avec Charlie Sheen), Basic Instinct de Paul Verhoeven (1992, avec Sharon Stone), ou encore Une si belle famille de Fred Schepisi (2003, avec Kirk Douglas).
Pour la télévision, entre 1981 et 2014, Ellen Mirojnick collabore à cinq séries (dont un épisode de Person of Interest en 2011 et l'épisode pilote de Murder en 2014) et cinq téléfilms.
Parmi les distinctions obtenues durant sa carrière (voir sélection ci-après), citons un Saturn Award des meilleurs costumes gagné pour Starship Troopers de Paul Verhoeven (1997, avec Casper Van Dien et Dina Meyer), ainsi qu'un Costume Designers Guild Award gagné pour le téléfilm Ma vie avec Liberace de Steven Soderbergh (2013, avec Matt Damon et Michael Douglas).
Notons encore une prestation unique à ce jour comme actrice, dans Reckless de James Foley (1984, avec Aidan Quinn et Daryl Hannah), dont elle est principalement costumière. 

## Filmographie partielle
(comme costumière, sauf mention contraire ou complémentaire)

### Cinéma
- 1980 : Fame d'Alan Parker (assistante costumière)
- 1981 : Un amour infini (Endless Love) de Franco Zeffirelli (assistante costumière)
- 1984 : Reckless de James Foley (+ actrice : la professeur de physique)
- 1984 : Le Kid de la plage (The Flamingo Kid) de Garry Marshall
- 1985 : Remo sans arme et dangereux (Remo Williams: The Adventure Begins) de Guy Hamilton
- 1986 : Nobody's Fool d'Evelyn Purcell
- 1987 : Wall Street d'Oliver Stone
- 1987 : Liaison fatale (Fatal Attraction) d'Adrian Lyne
- 1988 : Cocktail de Roger Donaldson
- 1988 : Conversations nocturnes (Talk Radio) d'Oliver Stone
- 1989 : Black Rain de Ridley Scott
- 1989 : Always de Steven Spielberg
- 1990 : Le Seul Témoin (Narrow Margin) de Peter Hyams
- 1990 : L'Échelle de Jacob (Jacob's Ladder) d'Adrian Lyne
- 1991 : Dans la peau d'une blonde (Switch) de Blake Edwards
- 1992 : Chaplin de Richard Attenborough
- 1992 : Basic Instinct de Paul Verhoeven
- 1993 : Cliffhanger : Traque au sommet (Cliffhanger) de Renny Harlin
- 1994 : Exit to Eden de Garry Marshall
- 1994 : Intersection de Mark Rydell
- 1994 : Speed de Jan de Bont
- 1995 : Showgirls de Paul Verhoeven
- 1995 : Strange Days de Kathryn Bigelow
- 1996 : L'Ombre et la Proie (The Ghost and the Darkness) de Stephen Hopkins
- 1996 : Twister de Jan de Bont
- 1996 : Les Hommes de l'ombre (Mulholland Falls) de Lee Tamahori
- 1997 : Volte-face (Face/Off) de John Woo
- 1997 : Starship Troopers de Paul Verhoeven
- 1998 : Meurtre parfait (A Perfect Murder) d'Andrew Davis
- 1999 : Hantise (The Haunting) de Jan de Bont
- 1999 : Mickey les yeux bleus (Mickey Blue Eyes) de Kelly Makin
- 2000 : Ce que veulent les femmes (What Women Want) de Nancy Meyers
- 2000 : Hollow Man de Paul Verhoeven
- 2001 : Couple de stars (America's Sweethearts) de Joe Roth
- 2001 : Rat Race de Jerry Zucker
- 2001 : Divine mais dangereuse (One Night at McCool's) d'Harald Zwart
- 2001 : Pas un mot (Don't Say a Word) de Gary Fleder
- 2002 : Infidèle (Unfaithful) d'Adrian Lyne
- 2003 : Une si belle famille (It Runs in the Family) de Fred Schepisi
- 2004 : Instincts meurtriers (Twisted) de Philip Kaufman
- 2004 : Les Chroniques de Riddick (The Chronicles of Riddick) de David Twohy
- 2006 : Playboy à saisir (Failure to Launch) de Tom Dey
- 2006 : Déjà vu de Tony Scott
- 2006 : The Sentinel de Clark Johnson
- 2007 : King of California de Michael Cahill
- 2008 : Cloverfield de Matt Reeves
- 2008 : Mirrors d'Alexandre Aja
- 2009 : Solitary Man de Brian Koppelman et David Levien
- 2009 : G.I. Joe : Le Réveil du Cobra (G.I. Joe: The Rise of Cobra) de Stephen Sommers
- 2010 : Wall Street : L'argent ne dort jamais (Wall Street: Money Never Sleeps) d'Oliver Stone
- 2010 : Kiss and Kill (Killers) de Robert Luketic
- 2014 : Need for Speed de Scott Waugh
- 2014 : And So It Goes de Rob Reiner
- 2015 : Vue sur mer (By the Sea) d'Angelina Jolie
- 2017 : Logan Lucky de Steven Soderbergh
- 2017 : The Greatest Showman de Michael Gracey
- 2019 : Maléfique : Le Pouvoir du Mal (Maleficent: Mistress of Evil) de Joachim Rønning
- 2019 : The Laundromat : L'Affaire des Panama Papers (The Laundromat) de Steven Soderbergh
- 2020 : La Grande Traversée (Let Them All Talk) de Steven Soderbergh
- 2021 : Cendrillon (Cinderella) de Kay Cannon
- 2022 : KIMI de Steven Soderbergh
- 2023 : Oppenheimer de Christopher Nolan
- 2025 : The Insider (Black Bag) de Steven Soderbergh
- 2025 : The Gorge de Scott Derrickson

### Télévision
Séries
- 1982 : Fame, saison 1, épisode 1 Métamorphose (Metamorphosis)
- 2011 : Person of Interest, saison 1, épisode 2 Besoin de personne (Ghosts)
- 2012 : GCB, saison unique, épisode pilote (Pilot)
- 2014 : The Knick, saison 1, 10 épisodes
- 2014 : Murder (How to Get Away with Murder), saison 1, épisode 1 Que le meilleur gagne (Pilot)
- 2020: La chronique des Bridgerton[1], saison1.

Téléfilms
- 1997 : La Légende de Cendrillon (Cinderella) de Robert Iscove
- 2013 : Ma vie avec Liberace (Behind the Candelabra) de Steven Soderbergh

## Distinctions (sélection)

### Nominations
- British Academy Film Award des meilleurs costumes :
  - 1993 : pour Chaplin ;
  - 2014 : pour Ma vie avec Liberace.

- 2018 : Nomination au Saturn Award des meilleurs costumes, pour The Greatest Showman
- 2018 : Nomination au Costume Designers Guild des meilleurs costumes d'époque, pour The Greatest Showman
- 2018 : Nomination au Empire Awards des meilleurs costumes, pour The Greatest Showman

### Récompenses
- 1998 : Saturn Award des meilleurs costumes, pour Starship Troopers.
- 2014 : Costume Designers Guild Award, catégorie téléfilm ou mini-série, pour Ma vie avec Liberace (Behind the Candelabra)[2].